# Brøl fra en bunker
|  | Denne artikel er oprettet af botten Steenthbot ud fra en ekstern database. Den kan derfor have sproglige fejl eller mangler. Denne skabelon kan fjernes efter kontrol af indholdet. |

Brøl fra en bunker er en dansk kortfilm fra 2018 instrueret af Nikolaj Storgaard Mortensen.

## Handling
I en ikke alt for fjern fremtid forsøger Lars og Mille at starte en familie og søger behandling på en fertilitetsklinik. Her tilbydes de genetisk manipuleret supersperm, der vil give dem en fejlfri pige. Mænd er uddøende, og Lars må tage kampen op for at få sit eget barn, for at beholde Mille og for den uperfekte mands fremtid. (Fra Ekko)

## Medvirkende
- Troels Thorsen, Lars
- Bylgja Aegis, Mille
- Søren Hauch-Fausbøll, Tim
- Lisbeth Wulff, Lone